# RASL
Bei RASL handelt es sich um eine unabhängig veröffentlichte Comicserie. Geschrieben und gezeichnet wird sie von Bone-Schöpfer Jeff Smith. Die Serie wurde 2012 mit dem 15. Heft abgeschlossen.

## Inhalt
Die Geschichte handelt von einem jungen Mann, der zunächst nur als RASL, bekannt ist. Er hat die Fähigkeit mit Hilfe spezieller Ausrüstung Dimensionssprünge zu vollführen. Er nutzt diese Möglichkeit, um sich als Kunstdieb zu verdingen. Bei einem seiner Raubzüge wird er mit einem geheimnisvollen Fremden konfrontiert, der ihn angreift und fortan verfolgt. In regelmäßigen Rückblenden erfährt der Leser mehr über die Vergangenheit RASLs und die Herkunft seiner Ausrüstung.
In einem Interview mit Jeff Smith auf A3UPodcast erwähnt dieser, dass diese Dimensionssprünge in gewisser Weise mit der Gemütsverfassung RASLs zu tun haben. Um zu springen, muss der Protagonist sehr triebhaft sein: Trinken, glücksspielen und anderes, um in seine eigene Dimension zurückzukehren, muss er sich dagegen sehr meditativ, fast wie ein Zen-Buddhist, verhalten.